# Рабровац
Рабровац је насеље у градској општини Младеновац, у граду Београду. Према попису из 2022. било је 1087 становника.

## Историја
Удаљено је 60 км југоисточно од Београда, поред пруге Београд - Ниш. Уједно је и тромеђа подручја три града: Београда, Смедерева и Крагујевца.
Рабровац није одувек био на данашњем месту. Село је раније било северније, у Старом Рабровцу, где је било само неколико кућа, и где има трагова од старог гробља које зову маџарско гробље. И у Класову се, приликом копања, наилази на плоче од неког старог гробља. Данашњи Рабровац постао је пресељавањем из Старог Рабровца и досељавањем нових досељеника.
Село се помиње у арачки спискова и имало је 1818. г. 26, а 1822. г. 34 куће. Године 1846. г. село је имало 58 кућа, а по попису из 1921. године у селу је било 251 кућа са 1375 становника.
Најстарије су породице: Кујанџићи (данас са разним презименима) Миловановићи (данас са разним презименима) и Јовановићи (данас са разним презименима). Предак Кујунџића, Станимир кујунџија, дошао направио колибу у Старом Рабровцу, па је касније прешао на данашње место. Ова породица доста разграната и има доста кућа. Миловановићи не знају од куда су и када су њихови стари овамо дошли. Знају само толико, да су за време збега три брата из Јагњила прешла овамо на своја трла и да је један брат остао у Јагњило, од кога су тамошњи Александрићи. И Јанковићи су стара породица; њихов предак Јанко дошао је овамо пре Карађорђевог устанка из Јагњила. Остале су породице млаши досељеници. Николић, Ракићи, Блажићи, Мирковићи, Чолићи, и Стевановић су досељени из јасеничких села, затим има досељеника из Груже, од Пирота, Чачка, и Крајине итд. (подаци крајем 1921. године).

Једно је од првих села у општини које је давне 1988. године добило телефонску инфраструктуру, која није измењена до данас. Највећи део села је осветљен, само мали део остао је не осветљен. Село је покривено гасоводном мрежом. У блиској будућности се планира увођење водовода.
У селу постоји фудбалски клуб од 1945. године. Успешно се такмичи у Београдској лиги.
Рабровачко језеро је познато излетиште Шумадије. Обилује рибом (најзаступљеније рибе су шаран, амур, деверика), а тренутно се ради на изградњи бунгалова и уређењу плаже. Најзаступљенија привредна грана су пољопривреда (90%) и трговина. 99% становништва су Срби.

## Демографија
У насељу Рабровац живи 1124 пунолетна становника, а просечна старост становништва износи 41,8 година (40,8 код мушкараца и 42,9 код жена). У насељу има 338 домаћинстава, а просечан број чланова по домаћинству је 4,14.
Ово насеље је великим делом насељено Србима (према попису из 2002. године), а у последња три пописа, примећен је пад у броју становника.
|  |

| Демографија | Демографија | Демографија |
| Година      | Становника  | Становника  |
| ----------- | ----------- | ----------- |
| 1948.       | 1.632       |             |
| 1953.       | 1.683       |             |
| 1961.       | 1.634       |             |
| 1971.       | 1.537       |             |
| 1981.       | 1.512       |             |
| 1991.       | 1.555       | 1.524       |
| 2002.       | 1.400       | 1.429       |

| Етнички састав према попису из 2002.‍ | Етнички састав према попису из 2002.‍ | Етнички састав према попису из 2002.‍ | Етнички састав према попису из 2002.‍ | Етнички састав према попису из 2002.‍ |
| ------------------------------------ | ------------------------------------ | ------------------------------------ | ------------------------------------ | ------------------------------------ |
|                                      |                                      |                                      |                                      |                                      |
| Срби                                 | Срби                                 |                                      | 1.347                                | 96,21%                               |
| Црногорци                            | Црногорци                            |                                      | 1                                    | 0,07%                                |
| Македонци                            | Македонци                            |                                      | 1                                    | 0,07%                                |
| непознато                            | непознато                            |                                      | 16                                   | 1,14%                                |

| Година пописа     | 1948. | 1953. | 1961. | 1971. | 1981. | 1991. | 2002. |
| ----------------- | ----- | ----- | ----- | ----- | ----- | ----- | ----- |
| Број домаћинстава | 334   | 349   | 356   | 353   | 346   | 345   | 338   |

| Број чланова      | 1  | 2  | 3  | 4  | 5  | 6  | 7  | 8  | 9 | 10 и више | Просек |
| ----------------- | -- | -- | -- | -- | -- | -- | -- | -- | - | --------- | ------ |
| Број домаћинстава | 34 | 51 | 46 | 66 | 48 | 50 | 28 | 12 | 2 | 1         | 4,14   |

| Пол    | Укупно | Неожењен/Неудата | Ожењен/Удата | Удовац/Удовица | Разведен/Разведена | Непознато |
| ------ | ------ | ---------------- | ------------ | -------------- | ------------------ | --------- |
| Мушки  | 599    | 134              | 402          | 41             | 19                 | 3         |
| Женски | 568    | 63               | 400          | 91             | 11                 | 3         |
| УКУПНО | 1.167  | 197              | 802          | 132            | 30                 | 6         |

| Пол    | Укупно                    | Пољопривреда, лов и шумарство | Рибарство                            | Вађење руде и камена | Прерађивачка индустрија       |
| ------ | ------------------------- | ----------------------------- | ------------------------------------ | -------------------- | ----------------------------- |
| Мушки  | 359                       | 153                           | 0                                    | 0                    | 100                           |
| Женски | 174                       | 94                            | 0                                    | 0                    | 33                            |
| УКУПНО | 533                       | 247                           | 0                                    | 0                    | 133                           |
| Пол    | Производња и снабдевање   | Грађевинарство                | Трговина                             | Хотели и ресторани   | Саобраћај, складиштење и везе |
| Мушки  | 7                         | 3                             | 16                                   | 2                    | 51                            |
| Женски | 1                         | 1                             | 9                                    | 3                    | 4                             |
| УКУПНО | 8                         | 4                             | 25                                   | 5                    | 55                            |
| Пол    | Финансијско посредовање   | Некретнине                    | Државна управа и одбрана             | Образовање           | Здравствени и социјални рад   |
| Мушки  | 2                         | 5                             | 8                                    | 6                    | 4                             |
| Женски | 0                         | 1                             | 1                                    | 4                    | 22                            |
| УКУПНО | 2                         | 6                             | 9                                    | 10                   | 26                            |
| Пол    | Остале услужне активности | Приватна домаћинства          | Екстериторијалне организације и тела | Непознато            | Непознато                     |
| Мушки  | 1                         | 0                             | 0                                    | 1                    | 1                             |
| Женски | 0                         | 0                             | 0                                    | 1                    | 1                             |
| УКУПНО | 1                         | 0                             | 0                                    | 2                    | 2                             |